# 里马塔拉
里马塔拉（Rimatara）是法国海外集体法屬玻里尼西亞南方群岛行政区的一个市镇，领土涵盖同名岛屿和玛丽亚群岛。

## 地理
里马塔拉（22°39'5"S, 152°48'16"W）面积8.6 平方千米，位于法国海外集体法屬玻里尼西亞南方群岛。
由于里马塔拉领土为海洋中的岛屿和环礁，故不与任何市镇接壤。

## 行政
里马塔拉的邮政编码为98752、98795，INSEE市镇编码为98743。

## 政治
里马塔拉的现任市长为阿蒂加斯·哈蒂蒂奥（Artigas Hatitio）先生，任期为2020-2026年。

## 人口
里马塔拉于2022年时的人口数量为893人。